# Myrmecomeris convolvens
Myrmecomeris convolvens är en mångfotingart som beskrevs av Karl Wilhelm Verhoeff 1908. Myrmecomeris convolvens ingår i släktet Myrmecomeris och familjen klotdubbelfotingar. Inga underarter finns listade i Catalogue of Life.